# Lei de Paris Erdogan

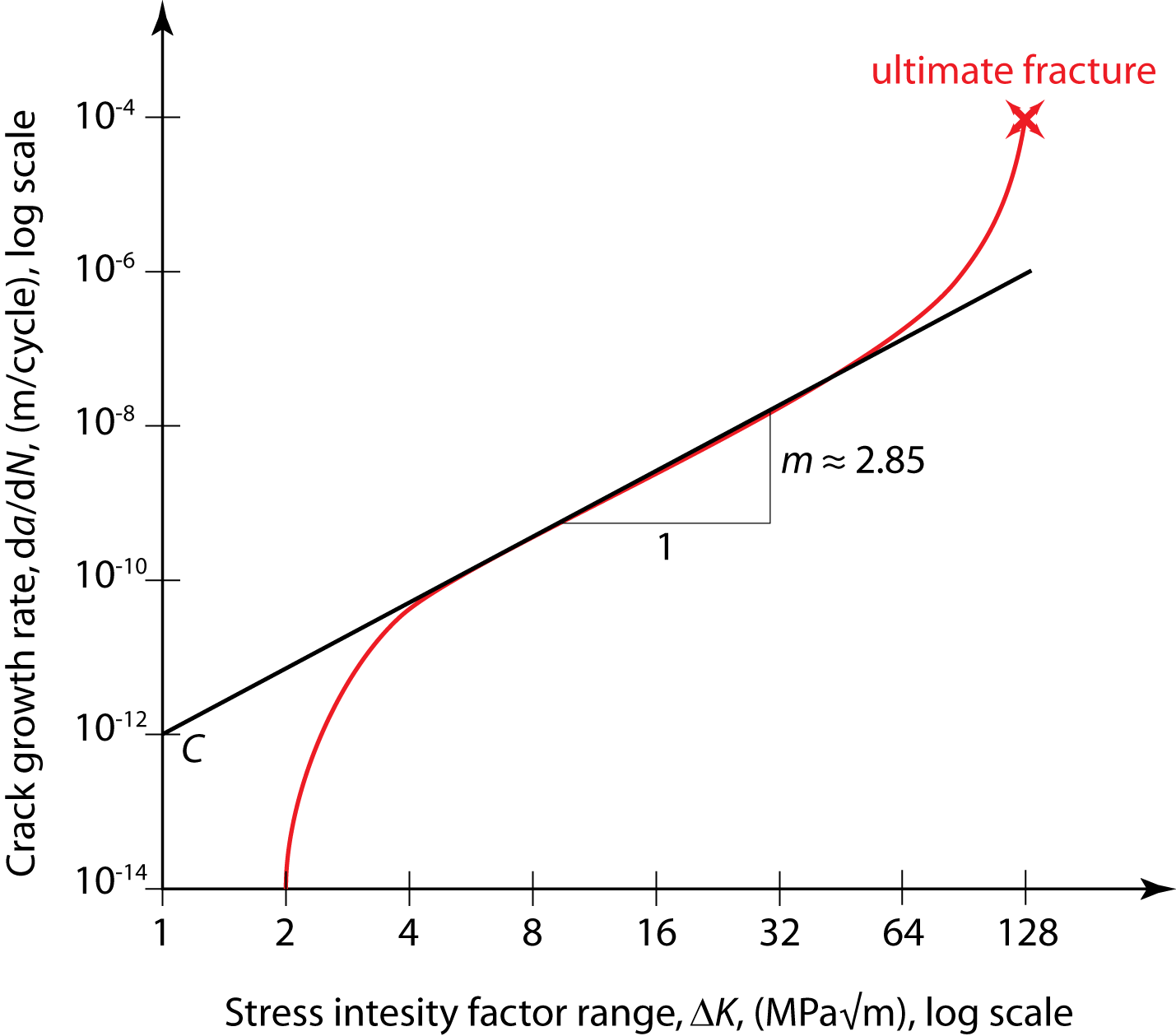
Gráfico da relação taxa de crescimento da trinca e o fator intensidade de tensão. Na prática, o modelo é calibrado para modelar o intervalo linear no meio.

Lei de Paris Erdogan (também conhecida como Lei de Paris-Erdogan) relaciona o fator intensidade de tensão com o crescimento sub crítico de trincas, sob um regime de fadiga. Assim, é o modelo mais popular de crescimento de trinca em fadiga usado na ciência dos materiais e mecânica da fratura. A fórmula básica é
{\displaystyle {\frac {{\rm {d}}a}{{\rm {d}}N}}=C\Delta K^{m}},
onde a é o comprimento da trinca e N o número de ciclos. Assim, o termo na esquerda da equação ,que é conhecido como taxa de propagação de trinca, representa o crescimento infinitesimal do comprimento da trinca por ciclo realizado. Já no lado direito o C e m são constantes do material, e {\displaystyle \Delta K} é a variação do fator intensidade de tensão, i.e., A diferença entre o fator intensidade de tensão no carregamento máximo e mínimo.
{\displaystyle \Delta K=K_{max}-K_{min}},
onde {\displaystyle K_{max}} é o fator intensidade de tensão máximo e {\displaystyle K_{min}} é o mínimo.

## Histórico e aplicação
A fórmula foi introduzida por P.C. Paris em 1961. Sendo uma relação de potência entre a taxa de crescimento durante o carregamento cíclico, e a variação do fator intensidade de tensão, A lei de Paris pode ser visualizada como um gráfico linear em um papel log-log, onde o eixo x é a variação do fator intensidade de tensão, e o eixo y representa a taxa de crescimento da trinca.
A lei de paris pode ser usada para quantificar a vida residual (em termos de ciclos de carregamento) de um espécime, dado um tamanho de trinca. Definindo o fator intensidade de tensão como
{\displaystyle K=\sigma Y{\sqrt {\pi a}}},
onde {\displaystyle \sigma } é a tensão uniforme perpendicular ao plano da trinca, Y é um parâmetro adimensional que depende da geometria, o fator intensidade de tensão é
{\displaystyle \Delta K=\Delta \sigma Y{\sqrt {\pi a}}},
onde {\displaystyle \Delta \sigma } é a variação da amplitude de tensão. Y tem valor 1 para uma trinca central em uma placa infinita. O número de ciclos remanescentes pode ser encontrado ao se substituir essa equação na lei de Paris Erdogan
{\displaystyle {\frac {{\rm {d}}a}{{\rm {d}}N}}=C\Delta K^{m}=C(\Delta \sigma Y{\sqrt {\pi a}})^{m}}.
Para trincas relativamente pequenas, Y pode ser assumido independente de a e a equação diferencial pode ser resolvida através da separação de variáveis
{\displaystyle \int _{0}^{N_{f}}{\rm {d}}N=\int _{a_{i}}^{a_{c}}{\frac {{\rm {d}}a}{C(\Delta \sigma Y{\sqrt {\pi a}})^{m}}}={\frac {1}{C(\Delta \sigma Y{\sqrt {\pi }})^{m}}}\int _{a_{i}}^{a_{c}}a^{-{\frac {m}{2}}}\;{\rm {d}}a}
e a seguinte integral
{\displaystyle N_{f}={\frac {2\;(a_{c}^{\frac {2-m}{2}}-a_{i}^{\frac {2-m}{2}})}{(2-m)\;C(\Delta \sigma Y{\sqrt {\pi }})^{m}}}},
onde {\displaystyle N_{f}} é o número restante de ciclos até a fratura,{\displaystyle a_{c}} é o tamanho crítico de trinca no qual fratura instantânea ocorre, e {\displaystyle a_{i}} é o tamanho inicial da trinca no qual o crescimento da trinca por fadiga se inicia para uma determinada variação de tensão {\displaystyle \Delta \sigma }. Se Y depende fortemente de a, métodos numéricos podem ser necessários para encontrar uma solução razoável.
Para a aplicação de juntas adesivas em compósitos, é mais útil expressar a lei de Paris em termos da energia de fratura ao invés de fatores de intensidade de tensões.